# Aspidosperma obscurinervium
Aspidosperma obscurinervium är en oleanderväxtart som beskrevs av Azambuja. Aspidosperma obscurinervium ingår i släktet Aspidosperma och familjen oleanderväxter. Inga underarter finns listade i Catalogue of Life.